# Simsanovka-torony
A Simsanovka-torony (horvátul: Kula Šimšanovka) egy toronyvár romja Horvátországban, Likában, az Otocsánhoz tartozó Glavace település határában.

## Fekvése
Glavace falutól északnyugatra, a Drenov Klanacra vezető út északi oldalánál mintegy 10 méterrel beljebb, egy bozóttal benőtt területen találhatók romjai.

## Története
A toronyvárat Zrínyi Péter horvát bán építtette a 17. században a Gusics és Berlog váraihoz vezető szoros védelmére. A török veszély megszűnte után sorsára hagyták, azóta pusztul.

## A vár mai állapota
A torony falai mintegy 5 méter magasságban állhatnak még. A romok az útról is látszanak, de bemenni az aknaveszély miatt nem tanácsos. Így mai állapota teljes bizonyossággal nem állapítható meg.